# Saint-Sulpice-le-Verdon
Saint-Sulpice-le-Verdon is een plaats en voormalige gemeente in het Franse departement Vendée in de regio Pays de la Loire en telt 701 inwoners (2005). De plaats maakt deel uit van het arrondissement La Roche-sur-Yon.

## Geschiedenis
Op 12 januari 2016 fuseerde Saint-Sulpice-le-Verdon met Mormaison en Saint-André-Treize-Voies tot de huidige gemeente Montréverd.

## Geografie
De oppervlakte van Saint-Sulpice-le-Verdon bedraagt 14,1 km², de bevolkingsdichtheid is 49,7 inwoners per km².
De onderstaande kaart toont de ligging van Saint-Sulpice-le-Verdon met de belangrijkste infrastructuur en aangrenzende gemeenten.

## Demografie
Onderstaande figuur toont het verloop van het inwonertal.
Mormaison · Saint-André-Treize-Voies · Saint-Sulpice-le-Verdon